# Batalla del Trent
La Batalla del Trent fue una batalla luchada en un lugar sin especificar cerca el Río Trent dentro del Reino de Lindsey (hoy parte de Inglaterra), en 679. La batalla enfrentó al ejército northumbriao de Ecgfrith y al merciano Æthelred. Venció Mercia, poniendo fin al dominio northumbrio de la zona. Lindsey pasó a formar parte de Mercia hasta la invasión vikinga del siglo IX.
Bede indica que Ælfwine de Deira, murió en la batalla, y que esto casi lleva a un mayor enfrentamiento entre ambos reyes, precisándose de la mediación de Teodoro, Arzobispo de Canterbury.
En su relato de la batalla, Beda relata la historia de un noble northumbrio llamado Imm o Imma, que pudo ser el fundador de Immingham. Imma fue capturado por los mercianos y vendido como esclavo a un mercader Frisio que, al descubrir le entregó a los reyes de Kent.